# Tajša
Tajša je žensko osebno ime.

## Izvor imena
Ime Tajša je izpeljanka iz ženskega imena Tajda.

## Pogostost imena
Po podatkih SURSa je bilo na dan 31. decembra 2007 v Sloveniji pogostost uporabe imena Tajša manjše kot 5 ali pa se to ime med ženskimi imeni ne pojavlja.